# ليون داريو مونيوث
ليون داريو مونيوث (بالإسبانية: León Darío Muñoz) (21 فبراير 1977 بميديلين في كولومبيا - ) هو لاعب كرة قدم كولومبي في مركز الهجوم. شارك مع منتخب كولومبيا لكرة القدم. أما مع النوادي، فقد لعب مع أتلتيكو ناسيونال وديبورتيس كوينديو ونادي بالميراس ونادي كوريتيبا ونادي ميلوناريوس ونادي إنفيغادو وديبورتيفو بيريرا.

## وصلات خارجية
- ليون داريو مونيوث على موقع قاعدة بيانات كرة القدم.إي يو (الإنجليزية)
- ليون داريو مونيوث على موقع ناشيونال فوتبول تيمز (الإنجليزية)